# Coffee City
Coffee City – miasto w Stanach Zjednoczonych, w stanie Teksas, w hrabstwie Henderson.